# Operazione Hammer (1987)
L'operazione Hammer è il nome con cui venne indicata l'iniziativa su larga scala da parte della Community Resources Against Street Hoodlums per la repressione e la lotta alla violenza delle bande di strada che affliggevano Los Angeles negli anni '80 e '90. L'operazione iniziò nell'aprile 1987 e durò fino al 1990. 
Il progetto iniziò dopo che un gruppo di giovani a una festa fu sparato da una macchina in corsa. Era solo uno dei tanti casi di agguati ed eventi delittuosi che si verificavano a Los Angeles da quando le bande più importanti ed influenti iniziarono a contendersi il territorio attraverso violente faide e stragi.
Stufo della violenza sempre più dilagante, Daryl F. Gates, capo del Los Angeles Police Department, decise di rispondere alla ferocia delle bande con incursioni nei principali luoghi di ritrovo dei banditi, maxiblitz e aumento del contingente delle forze di polizia in strada per contrastare nel modo più efficace possibile spargimenti di sangue sia tra le bande in guerra tra loro che tra innocenti vittime quotidiane di estorsioni, rapine e pestaggi. 
A un anno esatto di distanza, nell'aprile 1988, migliaia di agenti erano di pattuglia e sorveglianza a South Central Los Angeles (oggi South Los Angeles) e l'operazione aveva portato all'arresto di 1.453 persone nel solo fine settimana del mese. Nonostante il gran numero di arresti, i fermi per fellonia erano solo una sessantina e in 32 casi non furono versate le tasse ordinarie. Nel contestare le cifre dei contributi mancanti, il capo Gates dichiarò che il 70% degli arrestati versò regolarmente le tasse. 
L'agosto del 1988 fu caratterizzato da vasti blitz antidroga per tentare di indebolire fortemente il traffico di stupefacenti. Due edifici tra la 39esima strada e Dalton Avenue furono circondati e messi sotto da assedio da centinaia di poliziotti. Il messaggio che volevano dare gli agenti, pur trovando nella dimora dei trafficanti solo 6 grammi di marijuana e 1 grammo di cocaina, era la presenza forte delle autorità e la ricerca senza tregua e la cattura di spacciatori e membri di bande.
Durante l'assedio, la polizia causò ingenti danni agli immobili degli edifici tra perquisizioni, blitz, sparatorie ed inseguimenti e alcuni ordinarono la scrittura di graffiti come "LAPD Rules" e 30s Rollin 'Die". Diversi residenti protestarono per le violenze sia fisiche che verbali che sarebbero state perpetrate dagli agenti nei loro confronti, ma nessuno sporse causa in tribunale per i crimini dichiarati in precedenza. 
Nel 1990 erano state arrestate circa 50.000 persone nell'ambito dell'operazione. Incredibilmente la polizia arrestò più afroamericani nel corso di quel periodo che durante i fatti di Watts e questo contribuì alla nascita di diverse polemiche circa la scelta di usare il profilo razziale per le operazioni (vedi sotto). 
Nel 2001, il poliziotto Todd Parrick parlò del significato che ebbe l'operazione :

## Polemiche
La polizia si guadagnò diverse critiche concernenti l'origine razziale degli arrestati. Delle diverse migliaia di persone arrestate negli anni dell'operazione, la maggior parte di esse era costituita da afroamericani e ispanici e questo aspetto fu aspramente criticato dal giornalismo, che definì "razzista" l'operazione in quanto la polizia si affidò al profilo criminale su base etnica. 
Le accuse che contestarono alla polizia l'arresto di poche persone di estrazione bianca e caucasica in favore della ricerca di neri e immigrati, contribuirono verosimilmente all'esplosione dei disordini razziali losangelini nel 1992. 
Il capo Gates si offrì per un'intervista a PBS nella quale parlò dell'operazione, dei suoi aspetti e soprattutto per rispondere alle accuse di razzismo lanciate da rappresentanti delle minoranze ed enti vari :
(Gates rispondendo alla domanda "la popolazione locale delle minoranze etniche ha ringraziato la polizia?")